# ألارزبوم (شهدا بهشهر)
ألارزبوم (بالفارسية: الارزبوم) هي قرية تقع في إيران في قسم شهدا الريفي. يقدر عدد سكانها بـ 64 نسمة بحسب إحصاء 2016.